# Surfing vid olympiska sommarspelen 2024
Surfing vid olympiska sommarspelen 2024 arrangerades mellan 27 juli och 5 augusti 2025 i Teahupo'o i Tahiti i Franska Polynesien. På programmet fanns en tävling för damer och en tävling för herrar som båda genomfördes i disciplinen shortboard.
Tävlingarna genomfördes 15 000 km bort från värdorten Paris, vilket blev ett nytt rekord för längsta distans en OS-gren arrangerats från värdorten för de olympiska spelen. Det tidigare rekordet var från olympiska sommarspelen 1956 då Melbourne i Australien var värdort och där tävlingarna i ridsport istället arrangerades i Stockholm i Sverige på grund av Australiens strikta karantänsregler för djur.

## Medaljörer
| Surfing                       | Guld                  | Silver                        | Brons                    |
| Damernas tävling Detaljer...  | Caroline Marks USA    | Tatiana Weston-Webb Brasilien | Johanne Defay Frankrike  |
| Herrarnas tävling Detaljer... | Kauli Vaast Frankrike | Jack Robinson Australien      | Gabriel Medina Brasilien |

Denna tabell: visa • redigera

## Medaljtabell
*   Värdland ( Frankrike)
| Nr                  | Nation              | Guld | Silver | Brons | Totalt |
| ------------------- | ------------------- | ---- | ------ | ----- | ------ |
| 1                   | Frankrike*          | 1    | 0      | 1     | 2      |
| 2                   | USA                 | 1    | 0      | 0     | 1      |
| 3                   | Brasilien           | 0    | 1      | 1     | 2      |
| 4                   | Australien          | 0    | 1      | 0     | 1      |
| Totalt (4 nationer) | Totalt (4 nationer) | 2    | 2      | 2     | 6      |